# Gaviacetus
Gaviacetus (від латинського Gavia — «гагара» і cetus — «кит») — вимерлий археоцетний кит, який жив приблизно 45 мільйонів років тому.

## Місце знаходження
Єдиний відомий екземпляр Gaviacetus razai був знайдений у Пенджабі, Пакистан.

## Опис
Череп Gaviacetus характерний для протоцетид, але рострум надзвичайно вузький попереду від P3, що свідчить про якусь трофічну спеціалізацію.
Збережені альвеоли (зубні лунки) показують, що у Гавіацета були подвійні та потрійні щічні зуби, але залишаються деякі суперечки щодо кількості молярів.
Збережений крижовий хребець не був зрощений зі своїм заднім сусідом, що вказує на те, що Гавіацетус був хвостовим плавцем, як Protocetus, краще пристосованим до переслідування хижаків, ніж Rodhocetus. Збережений поперечний відросток крижового хребця дистально розширений, що свідчить про синхондральний суглоб між хребцем і тазом.

## Таксономічна історія
Рід Gaviacetus був заснований в 1995 році з описом G. razai. Другий вид, G. sahnii, був описаний у 1998 році, але перенесений у власний рід Kharodacetus у 2014 році на основі нещодавно виявлених останків.